# Список умерших в 837 году

## Январь
- Антоний I, Патриарх Константинопольский (821—837).

## Октябрь
- 20 октября — Гуго, граф Зундгау (802—837), граф Тура (до 828).

## Дата смерти неизвестна или требует уточнения
- Дрест IX, король пиктов (834—836/837).
- Олиба I, граф Каркассона (не позднее 820—837) из династии Беллонидов.
- Феодосий II, царь Абхазского царства (811—837).